# Presa del Rosario
Presa del Rosario es una localidad del estado mexicano de Michoacán. Es parte del municipio de Apatzingán.

## Demografía
| Gráfica de evolución demográfica |
|                                  |

| Censo | Población |
| ----- | --------- |
| 1930  | 50        |
| 1940  | 29        |
| 1950  | 250       |
| 1960  | 661       |
| 1970  | 1 006     |
| 1980  | 739       |
| 1990  | 1 199     |
| 2000  | 1 114     |
| 2010  | 1 213     |
| 2020  | 1 346     |